# 戴国宏
戴国宏（1977年9月3日—），辽宁辽阳人，中国前女子游泳运动员，专项为蛙泳和混合泳。她曾获得3枚亚洲运动会游泳比赛金牌，也曾获得数枚世界锦标赛奖牌。